# アンドリュー・ホワイト (ギタリスト)
アンドリュー・ホワイト（Andrew White、1974年8月28日 - ）、通称「ホワイティ (Whitey)」は、イングランドのオルタナティヴ・ロック・バンドであるカイザー・チーフスのリードギター、リズムギターを担当するギタリスト。

## 経歴
ホワイティは1974年8月28日にリーズで生まれた。ガーフォース・コミュニティ・カレッジとリーズ・メトロポリタン大学に学んだ。彼は左利きである。
彼は、ラストン・パーヴァ (Runston Parva) というバンドのオリジナル・メンバーだったが、このバンドが後にパーヴァ (Parva) となり、2004年にカイザー・チーフスとなった。このバンド名は、当時リーズ・ユナイテッドAFCにいたルーカス・ラデベがかつて所属していた南アフリカ共和国のカイザー・チーフスFCから採られている。